# 1494
- Wikisource

| Calendário gregoriano                                                        | 1494 MCDXCIV                                          |
| Ab urbe condita                                                              | 2247                                                  |
| Calendário arménio                                                           | 943 – 944                                             |
| Calendário bahá'í                                                            | -350 – -349                                           |
| Calendário budista                                                           | 2038                                                  |
| Calendário chinês                                                            | 4190 – 4191 Início a 6 de fevereiro (aproximadamente) |
| Calendário copta                                                             | 1210 – 1211                                           |
| Calendário etíope                                                            | 1486 – 1487                                           |
| Calendários hindus - Vikram Samvat - Calendário nacional indiano - Cáli Iuga | 1549 – 1550 1415 – 1416 4594 – 4595                   |
| Calendário Holoceno                                                          | 11494                                                 |
| Calendário islâmico                                                          | 899 – 900                                             |
| Calendário judaico                                                           | 5254 – 5255                                           |
| Calendário persa                                                             | 872 – 873                                             |
| Calendário rúnico                                                            | 1744                                                  |
| Calendário solar tailandês                                                   | 2037                                                  |

1494 (MCDXCIV, na numeração romana) foi um ano comum do século XV do Calendário Juliano, da Era de Cristo, e a sua letra dominical foi E (52 semanas), teve início a uma quarta-feira, terminou também a uma quarta-feira.
| Ano completo                        |
| ----------------------------------- |
| Ano comum com início à quarta-feira |

## Eventos
- 25 de janeiro — Afonso II sucede ao seu pai Fernando I como rei da Sicília e de Nápoles, após a morte deste. Reinará até morrer, em dezembro de 1495.
- 7 de junho — Portugal e Espanha assinam o Tratado de Tordesilhas, dividindo o mundo por descobrir entre si.
- Nomeado o primeiro juiz da Alfândega do Funchal, Francisco Álvares.
- Início do levantamento de uma cerca ao longo da praia do Funchal.
- É publicada em Veneza a obra Summa de Arithmetica, Geometria, Proportioni e Proporcionalita, de Luca Pacioli, que incluía um capítulo sobre o método das partidas dobradas usado em contabilidade.

## Nascimentos
- 24 de março — Georgius Agricola, considerado o pai da geologia como ciência  (m. 1555).
- 20 de abril — Johannes Agricola, reformador protestante e humanista alemão, seguidor e amigo de Martinho Lutero,   (m. 1566).
- 12 de setembro — Francisco I, rei de França desde 1515 até à sua morte  (m. 1547).
- 6 de novembro — Solimão, o Magnífico, sultão otomano desde 1520 até à sua morte  (m. 1566).
- Francesco Pisani, cardeal italiano, bispo-emérito de Pádua e decano do Colégio dos Cardeais  (m. 1570).
- François Rabelais, escritor, padre e médico francês  (m. 1553).
- Leão, o Africano, diplomata, geógrafo e explorador mourisco,  (m. 1554).

## Mortes
- 25 de janeiro:
  - Fernando I, rei da Sicília e de Nápoles entre 1458 e 1494  (n. 1424).
  - Archangela Girlani, religiosa carmelita e beata italiana  (n. 1460).
- 7 de maio — Eskender (Alexandre da Etiópia), imperador da Etiópia entre 1478 e a sua morte, que recebeu o diplomata português Pêro da Covilhã  (n. 1471).
- 13 de outubro — Isabel da Escócia, princesa da Reino da Escócia, filha de Jaime I da Escócia e consorte de Francisco I, duque da Bretanha  (n. 1426).
- 17 de novembro — Giovanni Pico della Mirandola, erudito, humanista e filósofo neoplatónico italiano  (n. 1463).
- Ámeda-Sion II, imperador da Etiópia durante alguns meses em 1494  (n. 1487).
- Maomé XIII de Granada, 23º e penúltimo rei nacérida de Granada entre 1485 e 1486 ou 1487  (n. c. 1444).
- Cide Almandri I (Almandarim nas crónicas portuguesas), alcaide e refundador de Tetuão, protagonista da luta dos muçulmanos contra instalações cristãs em Marrocos  (n. 1440).